# Grabnarjev graben, Sava
Grabnarjev graben je potok, ki izvira pod vrhom Mali Cicelj (582 mnm) v občini Dol pri Ljubljani in se kot levi pritok izliva v reko Savo. Imenuje se po domačiji Grabnar, mimo katere teče.